# Olivetti Prodest PC 128 S
Olivetti Prodest PC 128 S, anche noto come PC128S o PC128s, è un home computer distribuito in Italia dalla Olivetti a partire dal 1987, il secondo della serie Olivetti Prodest dopo l'Olivetti Prodest PC 128, ma completamente differente da questo, anche se nella dicitura differiva solamente una "S". Si tratta della versione per il mercato italiano del microcomputer BBC Master della Acorn Computers, in particolare il modello Master Compact. Nel 1986 le azioni di maggioranza della Acorn erano state acquistate dalla Olivetti.
Insieme al PC 128, di categoria simile, guadagnò una presenza significativa sul mercato italiano. I nomi si riferiscono ai 128 kB di RAM, che era una buona quantità per la fascia domestica. Tuttavia, nonostante le interessanti capacità hardware, la campagna pubblicitaria, e il supporto di una rivista mensile dedicata (Olivetti Prodest User della Jackson), i due modelli non riuscirono a competere con il predominio del Commodore 64.

## Caratteristiche
Il Master Compact è una versione del BBC Master dotata di un lettore di floppy disk da 3½”, posto in una unità separata dalla tastiera e dall'unità centrale, ma privo dei lettori di cassette e cartucce oltre che della porta RS-232.
Nella versione commercializzata in Italia con il nome di Olivetti Prodest PC 128 S le ulteriori differenze riguardano il colore, il design esterno, e la ROM Olivetti nell'unità centrale. Oltre ai manuali, molti software vennero adattati, tradotti in italiano e commercializzati dalla Olivetti in confezioni proprie.
La Olivetti pubblicò software per PC128S, in tutto meno di un centinaio di prodotti, per la maggior parte riedizioni di programmi della Acorn per BBC Micro. Sebbene le macchine siano molto simili, il PC128S non è del tutto compatibile con la linea BBC Micro, per via di differenze tra cui la gestione delle chiamate al sistema
operativo. Non si poté quindi sfruttare direttamente l'ampio parco software britannico per BBC Micro, ma erano necessarie conversioni più o meno complesse.

## Storia
Nei primi anni ottanta la Acorn, allora un'importante casa di computer britannica, mise in commercio la serie BBC Micro (dal nome della famosa TV inglese) con grande successo, soprattutto nel campo dell’educazione (scuole di ogni ordine e grado). Immediatamente seguì il BBC+, con 32Kb di memoria e vari miglioramenti ma, nel frattempo, la situazione della Acorn sul piano finanziario non era delle migliori. Infatti dopo poco la fabbrica venne venduta alla Olivetti anche se mantenne la struttura operativa autonoma. Nello stesso periodo, con l'esplosione del mercato e la diminuzione dei costi di produzione, era stato lanciato il BBC Master, uno dei più potenti PC allora disponibili e con una serie di porte di espansione. Tra le altre possibilità poteva essere equipaggiato con il processore 8086 e quindi ottenere un MS-DOS compatibile e con un nuovo sistema di gestione dei floppy: l'ADFS. 
A fronte della notevole risposta da parte degli acquirenti, la Olivetti pensò bene di ampliare la gamma e di rilanciare la produzione realizzando un clone del Master che fosse dotato di minori possibilità di espansione, con un drive da 3,5” montato su un case e potesse avere anche una commercializzazione all'estero. Questa derivazione del Master è l’italiano PC 128 S, che in Inghilterra si chiama Master Compact. In Inghilterra il Compact non era molto diffuso rispetto ai suoi predecessori. Di conseguenza molto di quello che venne prodotto per il Master o per i vecchi BBC non venne convertito su disco da 3,5" per il PC128S. Il motivo della scarsa diffusione è stato in parte il prezzo, troppo vicino a quello del Master per poter essere concorrenziale, e in parte l’arrivo dei nuovi Archimedes che ha orientato la Acorn verso un mercato più evoluto e quindi anche più redditizio. La produzione del Compact è cessata alla fine del 1989.